# Festival du court métrage de Clermont-Ferrand 2025
Le Festival international du court métrage de Clermont-Ferrand 2025, 47e édition, s'est déroulé du 31 janvier au 8 février 2025 à Clermont-Ferrand, avec près de 173 000 festivaliers et plus de 4100 professionnels qui ont assisté à des projections ou se sont rendus aux rencontres, ateliers, expositions, événements professionnels.

## Déroulement

### Préparation
Le 19 septembre 2024, l'affiche créée par Marie Larrivé est dévoilée.
La charte graphique et l’identité visuelle du festival sont renouvelées par Laure Fournier.
Les projections sont réparties dans différents programmes.
Le 6 novembre 2024 est annoncé le focus géographique consacré au Liban. Un des programmes est entièrement consacré à Wissam Charaf, un autre à Jocelyne Saab. Une affiche est réalisée pour le focus libanais par Brahim Samaha, peintre et graveur libanais, fondateur du Cabriolet Film Festival.
La rétrospective thématique porte sur le son au cinéma.
Le 19 décembre, il est annoncé que parmi les 8400 films inscrits, 64 sont sélectionnés  pour la compétition internationale, 52 pour la compétition nationale, 27 pour la compétition Labo, 6 pour la compétition XR.

### Autour du festival
Dans le cadre du Mois du film documentaire en novembre 2024 et pour faire le lien avec le focus géographique, le centre de documentation de La Jetée propose un cycle autour du Liban, sur grand écran avec Valse avec Bachir, L'Insulte, Khamsin et Lettre de Beyrouth.
Le marché du Film Court, le rendez-vous pour les acteurs de la filière du format court, a lieu du 3 au 6 février 2025.
Une école éphémère du Cinéma, L'Atelier, est ouverte du 3 au 7 février avec l'ENS d’architecture, le centre Camille-Claudel et le conservatoire Emmanuel-Chabrier de Clermont-Ferrand.
La finale de la 4ème édition de l’Original SoundTrack Challenge est intégrée à la programmation du festival et se déroule le 6 février 2025 à l’Opéra-Théâtre de Clermont-Ferrand, sous la forme d’un ciné-concert public, en présence du jury international. Les compositions des finalistes sont interprétées par l’Orchestre National d’Auvergne sous la direction de Fabrice Pierre.

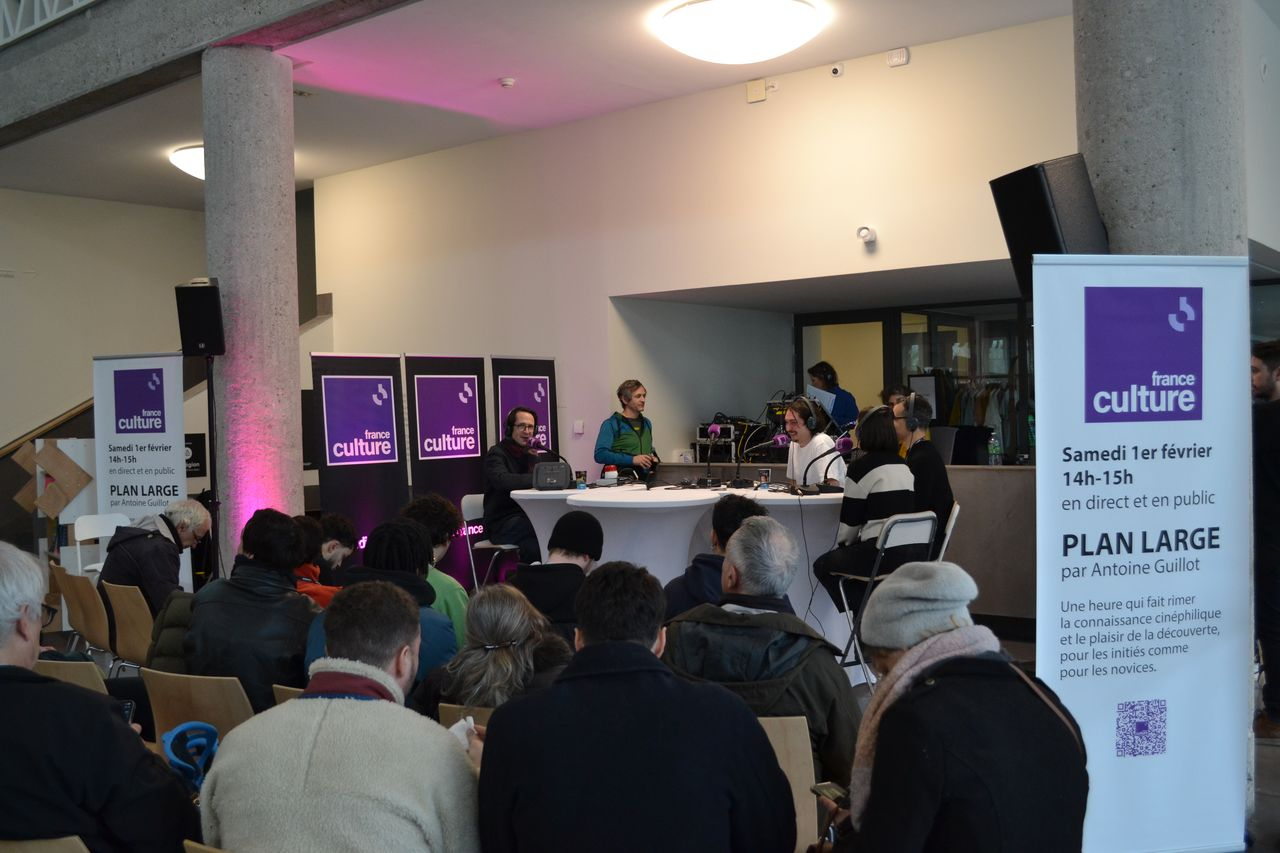
L'émission Plan Large, l'encyclopédie vivante du cinéma de France Culture enregistrée en direct à Clermont-Ferrand

Des expositions en lien avec la programmation ont lieu à Clermont-Ferrand : Monte le Son ! au centre de documentation de La Jetée du 28 janvier au 27 février, la photographe Lara Tabet à l’Hôtel Fontfreyde du 3 février au 29 mars, Anatomie du labo au Lieu-Dit, Silence(s) - Son et Cinéma à la Chapelle des Cordeliers du 27 janvier au 15 février.
Des rencontres professionnelles et publiques sont organisées à travers la ville (par exemple par le Centre national du cinéma et de l'image animée).
Les partenaires Média (Arte, France Culture, Télérama, Tënk, Festival Scope, etc.)  mettent en ligne des courts-métrages liés à l'événement et des interviews.
Certaines séances sont marquées par des huées : en réponse à une publicité de Canal + où on peut entendre « c'est quoi la prochaine étape ? », des spectateurs crient « Virer Bolloré ».

## Panorama

### Focus géographique: Le Liban

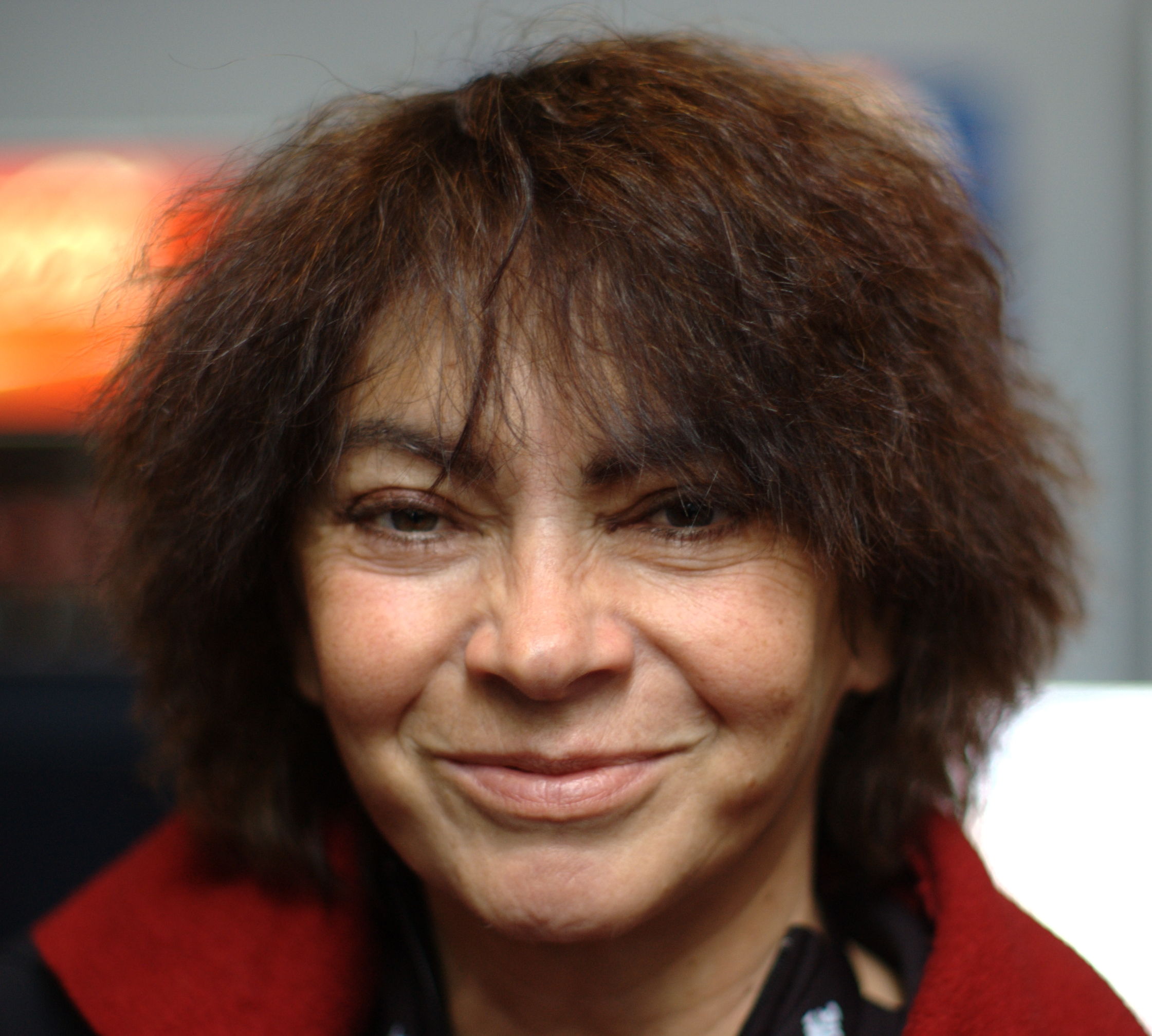
Jocelyne Saab (1948-2019)

20 films réalisés entre 2004 et 2024 sont présentés dont Warsha (en) de Dania Bdeir, Les chenilles (de) de Michelle et Noel Keserwany, Vagues '98 d'Ely Dagher, un programme entièrement consacré à Wissam Charaf, un autre à Jocelyne Saab, ou encore un programme Letters construit par Josef Khallouf réunissant 18 réalisateurs et réalisatrices.

### Rétrospective thématique: Le son au cinéma

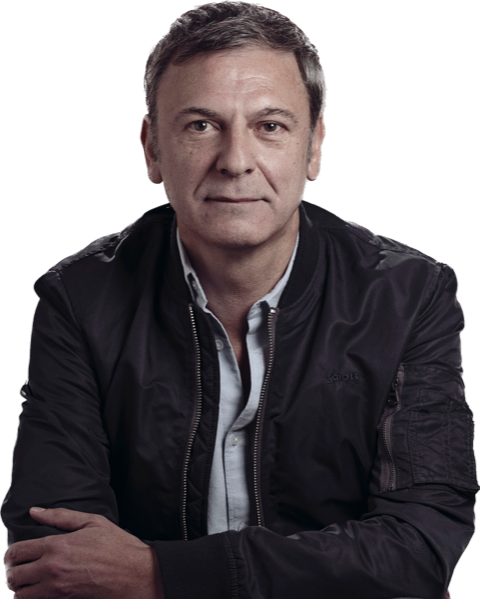
Laurent Achard (1963-2024)

26 films réalisés entre 2004 et 2023 sont présentés dont The Secret World of Foley de Daniel Jewel (en), On the Origin of Fear (id), La Peur, petit chasseur de Laurent Achard, Notes on Blindness (en), Plot Point de Nicolas Provost.

## Sélection officielle

### Compétition internationale
Sur 6368 films inscrits (49 pays), 64 sont sélectionnés.

### Compétition nationale
Sur 1903 films inscrits (dont 9 coproductions internationales), 52 sont sélectionnés.

### Compétition Labo
Sur 525 films signalés, 27 sont sélectionnés.

### Compétition XR
Sur 74 films inscrits, 12 sont sélectionnés.

## Jurys
Le 21 janvier sont annoncés les jurés 2025,.

### Jury international
| Nom                 | Nom                      | Qualité                         | Nationalité |
| ------------------- | ------------------------ | ------------------------------- | ----------- |
| Flóra Anna Buda     | Flóra Anna Buda          | Réalisatrice                    | Hongrie     |
| Michelle Couttolenc | Michelle Couttolenc (en) | Ingénieure du son               | Mexique     |
|                     | Sherif ElBendary (en)    | Réalisateur                     | Égypte      |
| Lawrence Valin      | Lawrence Valin           | Acteur, Réalisateur, Scénariste | France      |

### Jury national
| Nom    | Nom                        | Qualité                                         | Nationalité |
| ------ | -------------------------- | ----------------------------------------------- | ----------- |
|        | Hélier Cisterne            | Réalisateur, scénariste, acteur                 | France      |
|        | Jean-Charles Mbotti Malolo | Réalisateur, dessinateur et danseur             | France      |
|        | Émilie Noblet              | scénariste, cheffe opératrice et réalisatrice   | France      |
| Ovidie | Ovidie                     | réalisatrice, journaliste, écrivaine et actrice | France      |

### Jury labo
| Nom | Nom              | Qualité     | Nationalité |
| --- | ---------------- | ----------- | ----------- |
|     | Julien Faraut    | Réalisateur | France      |
|     | Lara Tabet       | Photographe | France      |
|     | Nâr (Nadia Daou) | Musicienne  | Liban       |

### JuryXR
| Nom | Nom             | Qualité                                                                                 | Nationalité |
| --- | --------------- | --------------------------------------------------------------------------------------- | ----------- |
|     | Giulia Conte    | Programmatrice du festival Dolcevita-sur-Seine et Prix Palatine                         | France      |
|     | Hélène Dussart  | Coordinatrice des actions pédagogiques et sociales de l'Institut et du Festival Lumière | France      |
|     | Maxence Grugier | Chargé de projet arts hybrides et numériques du Pôle Pixel, journaliste                 | France      |
|     | Loïc Lextrait   | PDG d'Evaveo                                                                            | France      |

### Autres Jurys
(Liste non exhaustive) 
Certains jurys décernent des prix à des films issus de la sélection internationale, nationale ou Labo et d'autres à des films hors compétitions.
- Le jury Public est formé de spectateurs ayant acheté un carnet de 15 billets.
- Les jurys étudiants sont constitués d'étudiants de l'Université Clermont Auvergne (jurys étudiants international et national) et de l'École supérieure d'art de Clermont Métropole (jury étudiant Labo)
- le jury coup de cœur du prix Canal + kids est composé d'élèves d'une classe de CM2 de l’école élémentaire Aristide-Briand de Clermont-Ferrand.
- le prix du Queer métrage est décerné par Leslie Barbara Butch, Yuming Hey et Nathalie Masduraud à un film parmi quinze issus de l'une des compétitions nationale, internationale et labo[29].
- le jury Pop-Up est constitué d'Angle Droit, Jérémie Dethelot et Juliette Tresanini. Il décerne le prix du court métrage de fiction web et une bourse CNC/Talents à deux des six films de la section Pop-Up.

## Palmarès

### Prix partenaires
La cérémonie de remise des prix partenaires a lieu dès le jeudi 6 février, clôturant les journées professionnelles du Marché du Film Court :
| Prix transversaux                                        | Titre original                                                   | Titre français                                                          | Récipiendaire                       | Pays              | Durée |
| -------------------------------------------------------- | ---------------------------------------------------------------- | ----------------------------------------------------------------------- | ----------------------------------- | ----------------- | ----- |
| Prix Canal +                                             | Deux personnes échangeant de la salive                           |                                                                         | Natalie Musteata et Alexandre Singh | France États-Unis | 35'   |
| Prix Canal + / Ciné + OCS                                | A Bear Remembers                                                 | Un ours se souvient                                                     | Zhang & Knight                      | Royaume-Uni       | 20'   |
| Prix des effets spéciaux par Adobe                       | Généalogie de la violence                                        |                                                                         | Mohamed Bourouissa                  | France            | 15'   |
| Prix du Queer métrage (en)                               | Are You Scared To Be Yourself Because You Think You Might Fail ? | As-tu peur d'être toi-même car tu penses que tu pourrais échouer ? (en) | Bec Pecaut (en)                     | Canada            | 17'   |
| Prix du Queer métrage (mention spéciale)                 | Big Boys Don't Cry                                               |                                                                         | Arnaud Delmarle                     | France            | 23'   |
| Prix Festivals Connexion                                 | Exit Trough The Cuckoo's Nest                                    | Sortir du nid de coucou                                                 | Nikola Ilić                         | Suisse            | 19'   |
| Bourse des festivals                                     | La cure thermale                                                 |                                                                         | Joséphine Ha                        | France            |       |
| Prix SACD du meilleur film d'animation francophone       | Il burattino e la balena                                         | Le pantin et la baleine                                                 | Roberto Catani                      | France            | 5'    |
| Prix SACD de la meilleure première œuvre de fiction      | L'homme de merde                                                 |                                                                         | Sorel França                        | France            | 21'   |
| Prix du rire « Fernand Raynaud »                         | Mort d'un acteur                                                 |                                                                         | Ambroise Rateau                     | France            | 22'   |
| Prix du meilleur film documentaire                       | Exit From The Cuckoo's Nest                                      | Sortir du nid de coucou                                                 | Nikola Ilić                         | Suisse            | 19'   |
| Prix Procirep du·de la producteur·trice de court métrage |                                                                  |                                                                         | Don Quichotte Films                 |                   |       |

| Prix hors compétition                  | Titre original                 | Titre français | Récipiendaire                 | Pays          | Durée |
| -------------------------------------- | ------------------------------ | -------------- | ----------------------------- | ------------- | ----- |
| Prix Canal + Kids                      | Eureka !                       |                | Kris Borghs                   | Belgique      | 9'    |
| Prix Canal + Kids (mention spéciale)   | Une guitare à la mer           |                | Sophie Roze                   | France Suisse | 26'   |
| Bourse CNC/Talent                      | Bâtardes glorieuses            |                | Camille Giry et Justine Lossa | France        | 10'   |
| Bourse CNC/Talent du court métrage Web | Anéchoïque                     |                | Enzo Croisier                 | France        | 2'    |
| Prix Evaveo du meilleur film XR        | In Pursuit Of Repetitive Beats |                | Darren Emerson                | Royaume-Uni   | 40'   |

A l'occasion du festival, le 16ème Prix France Télévisions du court-métrage, présidé en 2025 par la réalisatrice Louise Courvoisier, a été décerné :
|                                          | Titre original             | Titre français | Récipiendaire   | Pays   | Durée |
| ---------------------------------------- | -------------------------- | -------------- | --------------- | ------ | ----- |
| Prix France Télévisions du court métrage | L’enfant à la peau blanche |                | Simon Panay     | France | 14'   |
| Mention d’interprétation féminine        | Boucan                     |                | Marylou Cabanel | France | 25'   |
| Mention d’interprétation masculine       | Boucan                     |                | Rodrigue Toledo | France | 25'   |

Le palmarès est completé lors de la séance de clôture le 8 février :

### 47ecompétition nationale
| Prix                                   | Titre original                         | Récipiendaire                       | Pays                    | Durée |
| -------------------------------------- | -------------------------------------- | ----------------------------------- | ----------------------- | ----- |
| Grand prix                             | Généalogie de la violence              | Mohamed Bourouissa                  | France                  | 15'   |
| Prix spécial du jury                   | Oh maybe not tonight                   | Kim Fino                            | France Canada ( Québec) | 17'   |
| Mention spéciale du Jury               | Apocalypse                             | Benoit Méry                         | France                  | 14'   |
| Prix d'interprétation                  | Mort d'un acteur                       | Philippe Rebbot                     | France                  | 22'   |
| Prix de la meilleure musique originale | Soleil gris                            | Frederika Stahl                     | France Belgique         | 13'   |
| Prix du public                         | Deux personnes échangeant de la salive | Natalie Musteata et Alexandre Singh | France États-Unis       | 35'   |
| Prix étudiant                          | Le Diable et la Bicyclette             | Sharon Hakim                        | France Liban            | 24'   |
| Mention spéciale du jury étudiant      | 43° à l’ombre                          | Pauline Bailay                      | France                  | 26'   |

### 37ecompétition internationale
| Prix                              | Titre original         | Titre français        | Récipiendaire                   | Pays                             | Durée |
| --------------------------------- | ---------------------- | --------------------- | ------------------------------- | -------------------------------- | ----- |
| Grand prix                        | Unspoken               | Le poids du silence   | Damian Walshe-Howling           | Australie                        | 21'   |
| Prix spécial du jury              | Mercenaire             |                       | Pier-Philippe Chevigny          | Canada Québec                    | 15'   |
| Mention spéciale du jury          | Rrugës                 | En route              | Samir Karahoda (de)             | Kosovo                           | 15'   |
| Mention spéciale du jury          | Tayal Forest Club      | Club forestier atayal | Laha Mebow (en)                 | Taïwan États-Unis                | 19'   |
| Mention spéciale du jury          | My Brother, My Brother | Mon frère, mon frère  | Abdelrahman Dnewar, Saad Dnewar | Égypte Allemagne France          | 15'   |
| Mention spéciale du jury          | Jacaré                 |                       | Victor Quintanilha              | Brésil                           | 17'   |
| Prix d'interprétation             | O                      |                       | Ingvar E. Sigurðsson            | Islande Suède                    | 20'   |
| Prix du public                    | Upshot                 |                       | Maha Haj                        | Palestine France Italie          | 33'   |
| Prix du meilleur film européen    | A Bear Remembers       | Un ours se souvient   | Zhang & Knight                  | Royaume-Uni                      | 20'   |
| Prix du meilleur film d'animation | I Died In Irpin        | Je suis morte à Irpin | Anastasiia Falileieva           | Tchéquie Slovaquie Ukraine       | 11'   |
| Prix étudiant                     | Vox Humana             |                       | Don Josephus Raphael Eblahan    | Philippines États-Unis Singapour | 22'   |
| Mention spéciale du jury étudiant | We Beg to Differ       | Le droit de déraper   | Ruairi Bradley                  | Irlande                          | 13'   |

### 24ecompétition labo
| Prix                              | Titre original            | Titre français      | Récipiendaire     | Pays                    | Durée |
| --------------------------------- | ------------------------- | ------------------- | ----------------- | ----------------------- | ----- |
| Grand prix                        | Afferado                  | Enferré             | Esteban Azuela    | Mexique                 | 18'   |
| Prix spécial du jury              | Ship of Fools             | La nef des fous     | Alia Haju         | Allemagne Liban         | 30'   |
| Mention spéciale du jury          | Domingo Familiar          | Dimanche en famille | Gerardo Del Razo  | Mexique                 | 18'   |
| Mention spéciale du jury          | Memories of an Unborn Sun |                     | Marcel Mrejen     | France Algérie Pays-Bas | 22'   |
| Prix du public                    | Ni Dieu ni père           |                     | Paul Kermarec     | France                  | 11'   |
| Prix étudiant                     | Wamé                      |                     | Joseph Gaï Ramaka | Sénégal France Maroc    | 29'   |
| Mention spéciale du jury étudiant | Ship of Fools             | La nef des fous     | Alia Haju         | Allemagne Liban         | 30'   |